# Run Devil Run (폴 매카트니의 음반)
《Run Devil Run》은 1999년에 발매된 폴 매카트니의 열한 번째 솔로 스튜디오 음반이다. 이 곡은 대부분 친숙하고 모호한 1950년대 로큰롤 곡의 커버와 타이틀곡을 포함하여 같은 스타일로 쓰여진 세 편의 매카트니 작곡을 특징으로 한다. 1998년 첫 아내 린다의 죽음 이후 그의 첫 번째 프로젝트로, 매카트니는 자신의 뿌리를 다시 찾아 10대 때 그가 사랑했던 음악 일부를 들려줄 필요성을 느꼈다. 1999년 12월 14일, 매카트니는 새 음반을 발매하기 위해 캐번 클럽 무대로 돌아왔다.

## 배경
1998년 4월, 아내 린다 매카트니의 사망 이후 폴 매카트니는 1년간 애도 기간을 가졌다. 매카트니는 《비틀즈 앤솔로지》 프로젝트에서 일하며 《Flaming Pie》에 사용하게 된 경험에서 얻은 교훈으로, 비틀즈가 초기에 녹음했던 방식으로 가능한 한 빨리 음반을 자를 계획을 세웠다. 크리스 토머스에게 프로듀싱을 도와달라고, 부탁한 매카트니는 애비 로드 스튜디오에서 그의 탐구를 위해 시간을 예약했다.

## 평가
| 평가 점수                      | 평가 점수 |
| 출처                           | 점수      |
| ------------------------------ | --------- |
| AllMusic                       | [ 3 ]     |
| Blender                        | [ 4 ]     |
| Encyclopedia of Popular Music  | [ 5 ]     |
| Entertainment Weekly           | A−        |
| The Essential Rock Discography | 7/10      |
| The Guardian                   | [ 8 ]     |
| Q                              | [ 9 ]     |
| Rolling Stone                  | [ 10 ]    |
| USA Today                      | [ 11 ]    |
| The Village Voice              | A−        |

발매되자마자, 《Run Devil Run》은 매우 호평을 받았다. 매카트니의 전기 작가 피터 에임스 칼린은 다른 사람들이 작곡한 로큰롤 곡에도 불구하고 이 음반은 "폴의 생애에서 가장 깊이 있는 자전적 음반"이라고 말했다. 랩소디는 이 작품을 그들이 가장 좋아하는 커버 음반 중 하나라고 칭송했다.

## 곡 목록
| #   | 제목                        | 작사·작곡                           | 재생 시간 |
| --- | --------------------------- | ----------------------------------- | --------- |
| 1.  | 〈Blue Jean Bop〉           | 진 빈센트, 할 레비                  | 1:57      |
| 2.  | 〈She Said Yeah〉           | 로드디 잭슨, 소니 보노              | 2:07      |
| 3.  | 〈All Shook Up〉            | 오티스 블랙웰, 엘비스 프레슬리      | 2:06      |
| 4.  | 〈Run Devil Run〉           | 폴 매카트니                         | 2:36      |
| 5.  | 〈No Other Baby〉           | 디키 비숍, 밥 왓슨                  | 4:18      |
| 6.  | 〈Lonesome Town〉           | 베이커 나이트                       | 3:30      |
| 7.  | 〈Try Not to Cry〉          | 매카트니                            | 2:41      |
| 8.  | 〈Movie Magg〉              | 칼 퍼킨스                           | 2:12      |
| 9.  | 〈Brown Eyed Handsome Man〉 | 척 베리                             | 2:27      |
| 10. | 〈What It Is〉              | 매카트니                            | 2:23      |
| 11. | 〈Coquette〉                | 조니 그린, 카르멘 롬바르도, 거스 칸 | 2:43      |
| 12. | 〈I Got Stung〉             | 데이비드 힐, 에런 슈로더            | 2:40      |
| 13. | 〈Honey Hush〉              | 빅 조 터너                          | 2:36      |
| 14. | 〈Shake a Hand〉            | 조 모리스                           | 3:52      |
| 15. | 〈Party〉                   | 제시 메이 로빈슨                    | 2:38      |
| 16. | 〈Fabulous〉                | 버니 로위, 칼 만                    | 2:16      |

## 인증
| 국가               | 인증 | 판매량/출하량 |
| ------------------ | ---- | ------------- |
| 일본 (오리콘 차트) | —    | 14,870        |
| 영국 (BPI)         | 골드 | 105,332       |